# Giovanni Battista Pelori

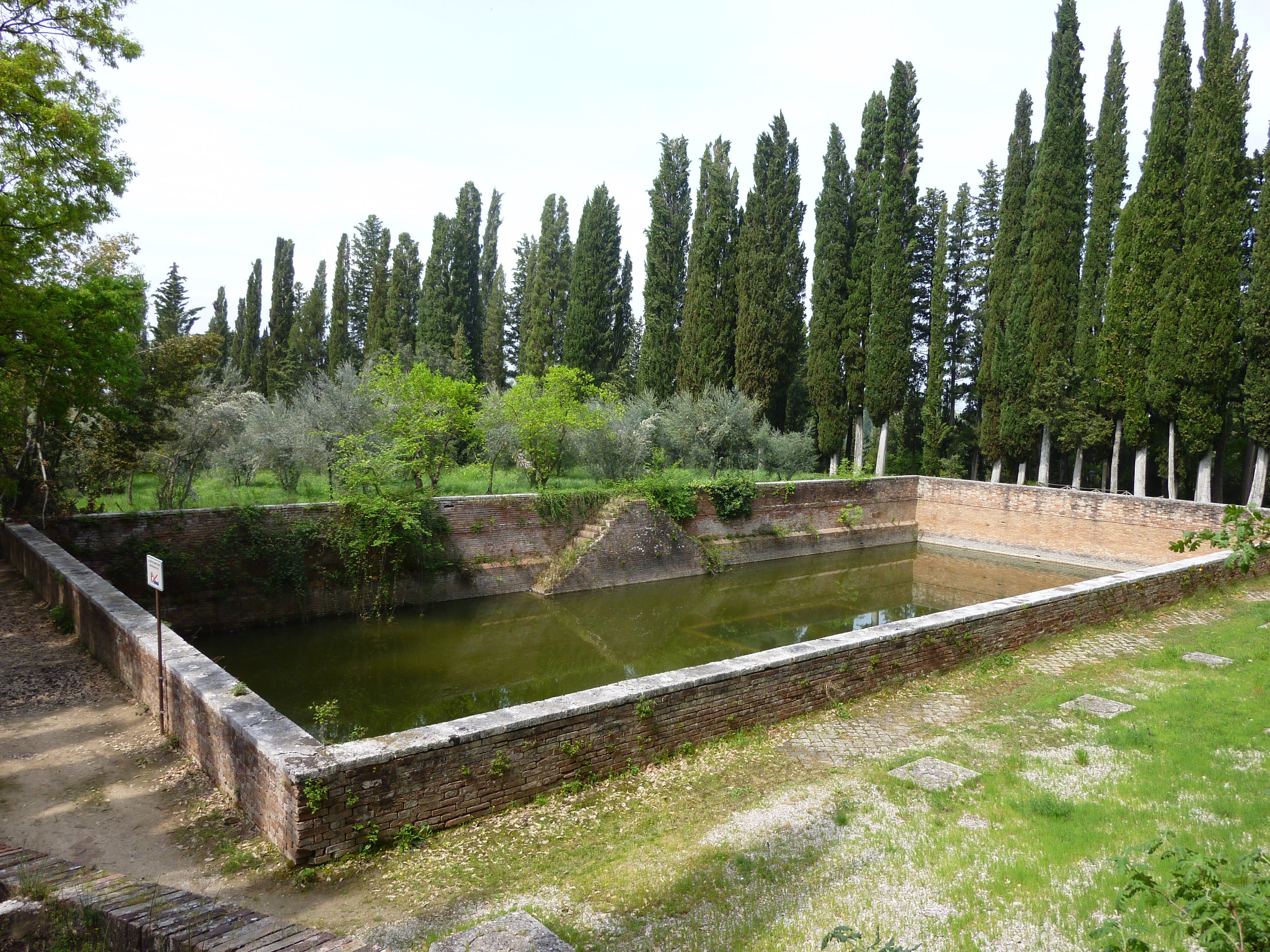
Visvijver in de tuinen van het klooster van de Monte Oliveto.

Giovanni Battista Pelori (Siena 1483 - 1558) was een Italiaanse architect en instrumentenmaker, leerling en medewerker van Baldassare Peruzzi, die zowel actief was in de militaire als in de civiele bouwkunde.

## Biografie
Giovanni was een zoon van Mariano di Pasquino del Peloro en Agnese Petrucci en werd gedoopt in Siena op 7 juli 1483. Giorgio Vasari schets een vluchtig profiel van hem en beschrijft hem vooral als studax die zich weidde aan de geometrie en de kosmografie en verschillende meetinstrumenten voor dat domein ontwierp. Hij had geen hoge dunk van hem als architect.
In 1524 werd hij aangesteld als beheerder van het fort van Sinalunga en het jaar daarop kreeg hij de opdracht om het verdedigingssysteem van het fort opnieuw te ontwerpen. In 1526 werd hij door de Republiek Siena als ambassadeur naar Andrea Doria in Genua gestuurd om de alliantie tussen de stad en het keizerlijk gezag te verbeteren in naam van de nieuwe Sienese regering van de Popolari.
In april 1527 werd hij aangesteld als commissaris die moest instaan voor de voedselvoorraden van de keizerlijke troepen van Karel III van Bourbon die door het Sienese gebied trokken op weg naar Rome, waar op 6 mei de stad zou geplunderd worden bij de bekende sacco di Roma. In augustus van datzelfde jaar werd hij benoemd tot voorzitter van de Sienese munt en vervulde hij nog diplomatieke missies naar Rome en Corneto (nu Tarquinia).
Hij huwde met Virginia di ser Alessandro di Radicondoli. Het paar kreeg vijf kinderen : Emilia Caterina (1529), Livio (1532), Maria Francesca (1534), Cesare Maria (1536) en Deifebo (1540).
Op 13 augustus 1528 kreeg hij de opdracht om Andrea Doria te ontmoeten met het geheime doel diens hulp te vragen voor de herovering van Porto Ercole dat bezet was door de pauselijke troepen. Die bewogen reis bracht hem uiteindelijk naar Civitavecchia vanwaar hij met Doria doorreisde naar Spanje, waar hij in Toledo Karel V ontmoette. Hij keerde in 1528 terug naar Italië en vergezelde Karel V naar Bologna, waar die op 24 februari 1530 tot keizer werd gekroond. Op 23 juni 1530 was hij terug in Siena met de privileges die Karel V aan de stad had verleend. Hij werd beloond met 30 gouden scudi. In die periode had hij eveneens de leiding bij het herstel van de bruggen over de Arbia en de Ombrone en de restauratie van het klooster van de Monte Oliveto, waar hij een prachtige visvijver liet aanleggen die dateert uit 1532 en vandaag nog steeds bestaat.

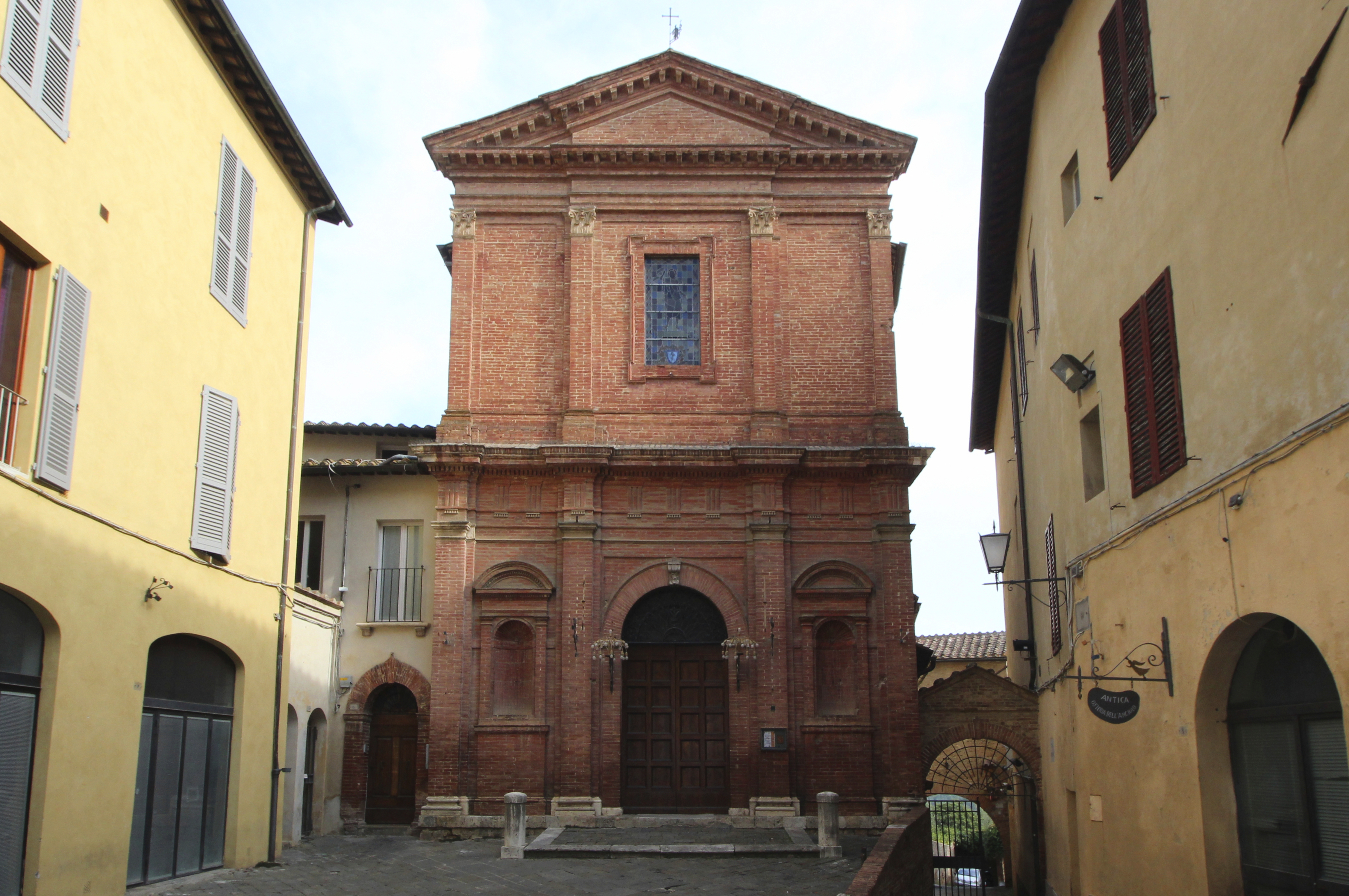
Siena, San Giovannino della Staffa

Hij was ook betrokken bij de reconstructie van de Sienese kerk van S. Martino, door de Augustijner kluizenaars van Lecceto die begon in 1537 en gedeeltelijk voltooid was in 1546. Hij zou mogelijk ook betrokken geweest zijn bij de bouw van de San Giovannino della Staffa en bij de loggia binnen in het huis van de heilige Catharina in Fontebranda.
Vanaf 1540 was hij als architect in dienst van paus Paulus III om de vestingswerken van Ancona en Fano uit te bouwen. Volgens een brief die hij stuurde aan Alessandro Farnese op 12 mei 1541 had hij daarvoor afgezien van een uitnodiging van de markies del Vasto om naar Vlaanderen te gaan om er de stadsverdediging voor Gent te ontwerpen. In Fano werd in juni 1542 begonnen aan de bouw van een lange muur met een imposant bastion gebouwd en in Ancona werd een donjon aan de verdedigingsmuren toegevoegd. In 1552 keerde hij voor een laatste keer terug naar Fano om de werken aan het bastion af te ronden. Pelori bleef niet de ganse tijd in de Marche maar wisselde zijn verblijf daar af met reizen naar Rome en andere steden in de pauselijke staten zoals Perugia (1544) en Bologna (1545) waar hij ook plannen ontwierp voor de verbetering van de verdediging van die steden. In 1545 keerde hij terug naar Siena, na onenigheid over de werken in Ancona.
De regering van Siena had hem een jaar eerder al gevraagd om de Maremma-fortificaties te inspecteren in verband met de dreiging van Turkse invallen door Barbarossa.
In de zomer van 1547 reist hij naar Milaan waar hij een ontwerp maakt voor nieuwe vestingwerken die later door Gianmaria Olgiati zullen gerealiseerd worden, evenwel met talrijke wijzigingen aan het originele concept. Het jaar daarop was hij in Piëmont om inspecties uit te voeren op de Tanaro en in 1550 keerde hij terug naar Siena, waar hij betrokken was bij het project voor de Ansedonia-toren en bij de inspectie van de oevers van de rivier de Arbia in Buonconvento (1551).
Op 8 september 1552 werd hij aangesteld als architect van de Sienese Republiek met een jaarsalaris van 150 gouden kronen. Hij was in die periode onder meer betrokken bij de bouw van fortificaties in Prato di Camollia, buiten de Antiporto di Camollia. In 1553 werd hij uitgenodigd in de Valdichiana en bij de bouw van verdedigingswerken bij Lucignano, Monticchiello, Chiusi, Casole, Monte Rotondo en in het bijzonder bij Montalcino die in datzelfde jaar op de proef werden gesteld tijdens de belegering door de keizerlijke troepen.
Hij was overleden in 1558 want zijn weduwe richt in dat jaar een verzoek aan de magistratuur van Montalcino om zijn kredieten te kunnen opnemen. De melding van Vasari dat hij in Avignon stierf in dienst van de Franse koning, wordt nergens bevestigd.
- Gemeinsame Normdatei: 130148199
- International Standard Name Identifier: 0000 0000 2042 3466
- Union List of Artist Names: 500323836
- Virtual International Authority File: 13407865